# 富蘭克林二號鎮區 (密蘇里州格林縣)
富蘭克林二號鎮區（英語：Franklin No. 2 Township）是位於美國密蘇里州格林縣的一個行政鎮區。

## 地方資料
富蘭克林二號鎮區的面積為72.15平方千米，當中陸地面積為70.54平方千米，而水域面積為1.61平方千米。根據2020年美國人口普查的數據，當地共有人口3090人，而人口密度為每平方千米42.83人。